# Discladium
Discladium là một chi thực vật có hoa trong họ Ochnaceae.

## Loài
Chi Discladium gồm các loài: